# Samukawa
Samukawa (jap. 寒川町 Samukawa-machi) – miasto w Japonii, na wyspie Honsiu, w prefekturze Kanagawa. Według danych na rok 2020 miejscowość zamieszkiwało 48 366 mieszkańców , a gęstość zaludnienia wyniosła 3625,6 os./km².